# Cratichneumon lancea
Cratichneumon lancea là một loài tò vò trong họ Ichneumonidae.